# Bontia bontioides
Bontia bontioides är en flenörtsväxtart som först beskrevs av Asa Gray, och fick sitt nu gällande namn av L.V. Aver'yanov. Bontia bontioides ingår i släktet Bontia och familjen flenörtsväxter. Inga underarter finns listade i Catalogue of Life.